# Mitsuyuki Yoshihiro
Mitsuyuki Yoshihiro (吉弘 充志 Yoshihiro Mitsuyuki?), född 4 maj 1985, är en japansk tidigare fotbollsspelare.
I juni 2005 blev han uttagen i Japans trupp till U20-världsmästerskapet 2005.